# Jakov Lind
Jakov Lind (Viena, 10 de febrer de 1927-Londres, 16 de febrer de 2007) fou un escriptor austro-britànic.
Membre d'una família jueva, va deixar l'Àustria post Anschluss amb només onze anys. Va trobar refugi temporal als Països Baixos, i se'n va sortir a l'Alemanya nazi adoptant una identitat holandesa.
Després d'un aprenentatge literari a Israel, es va traslladar a Londres, on va escriure, en alemany, les històries curtes i les novel·les que el convertiren en un escriptor europeu de primer ordre: Eine Seele aus Holz (cat. Una ànima de fusta), Landschaft in Beton (cat. Paisatge en concret), Ergo. Va començar a escriure en anglès amb The Stove (cat. L'estufa).
Va passar quaranta anys vivint entre Deià (Mallorca), Londres i Nova York.

## Llibres
- - Soul of Wood (1964)
  - Landscape in Concrete Arxivat 2010-04-14 a Wayback Machine. (1966)
  - Ergo: A Comedy (1967)
  - Counting My Steps (1969)
  - Numbers: A Further Autobiography (1972)
  - The Trip to Jerusalem (1973)
  - The Silver Foxes Are Dead and Other Plays (1968)
  - Travels to the Enu: The Story of a Shipwreck (1982)
  - The Stove (1983)
  - The Inventor (1987)
  - Crossing: the Discovery of Two Islands (1991)